# 세계 여자 체스 선수권 대회

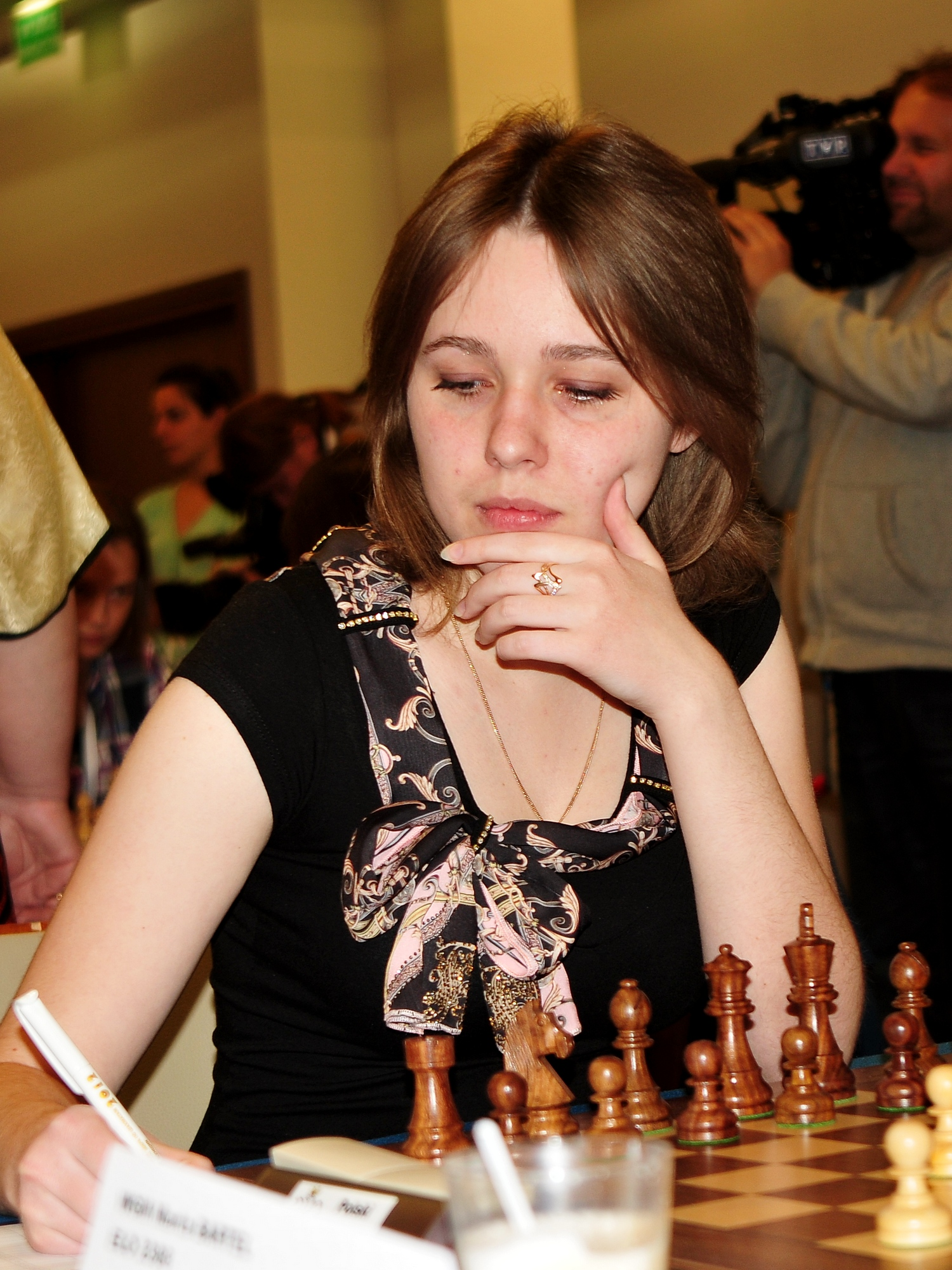
현재 챔피언 마리야 무지추크

세계 여자 체스 선수권 대회(영어: Women's World Chess Championship)는 체스에서 세계 최고의 여자 선수를 결정하는 경기이다.

## 역사
초대 챔피언을 결정하는 대회는 1927년 체스 올림피아드와 병행하여 열린 대회에서 결정되며, 베라 멘치크가 초대 챔피언에 올랐다. 세계 대전 후 세계 체스 선수권 대회 뿐만 아니라 예선 대회를 진출한 선수가 챔피언과 대결하는 방식이 되었다. 소련 독점이 길게 이어졌지만 1991년 소련 붕괴 후 중국의 시에준이 우승한 이후 중국 세력과 동유럽 계의 싸움이 되고 있다.

## 역대 챔피언
| 이름                    | 연도      | 국적                                        |
| ----------------------- | --------- | ------------------------------------------- |
| 베라 멘치크             | 1927–1944 | 소련, 체코슬로바키아, 잉글랜드              |
| 없음                    | 1944–1950 | 2차 세계 대전                               |
| 류드밀라 루덴코         | 1950–1953 | 소련 (우크라이나 소비에트 사회주의 공화국)  |
| 엘리사베스 비코바       | 1953–1956 | 소련 (러시아 소비에트 연방 사회주의 공화국) |
| 올가 루브츠바           | 1956–1958 | 소련 (러시아 소비에트 연방 사회주의 공화국) |
| 엘리사베스 비코바       | 1958–1962 | 소련 (러시아 소비에트 연방 사회주의 공화국) |
| 노나 가프린다시빌리     | 1962–1978 | 소련 (그루지야 소비에트 사회주의 공화국)    |
| 마야 치부르다니체       | 1978–1991 | 소련 (그루지야 소비에트 사회주의 공화국)    |
| 시에준                  | 1991–1996 | 중국                                        |
| 수산 폴거               | 1996–1999 | 헝가리                                      |
| 시에준                  | 1999–2001 | 중국                                        |
| 주첸                    | 2001–2004 | 중국                                        |
| 안토아네타 스테파노바   | 2004–2006 | 불가리아                                    |
| 쉬유화                  | 2006–2008 | 중국                                        |
| 알렉산드라 코스테니우크 | 2008–2010 | 러시아                                      |
| 호우이판                | 2010–2012 | 중국                                        |
| 안나 우셰니나           | 2012–2013 | 우크라이나                                  |
| 호우이판                | 2013–2015 | 중국                                        |
| 마리야 무지추크         | 2015–     | 우크라이나                                  |

## 같이 보기
- 세계 체스 선수권 대회